# Культура ремиксов

Игрушечный строительный блок — символ ремиксинга, предложенный Creative Commons и полученный из FreeCulture.org.

Культура ремиксов (англ. Remix culture), иногда «культура чтения-записи» — это сообщество, которое позволяет и поощряет производные работы путем объединения или редактирования существующих материалов для производства нового продукта. Культура ремиксов по умолчанию допускает усилия по улучшению, изменению, интеграции, или иным образом изменения и ремикса на исходную работу владельцев авторских прав. С начала 2000-х годов и в своей книге 2008 года «Ремикс» профессор права из Гарварда Лоуренс Лессиг представляет эту идею как желательную для цифрового века. Лессиг также основал Creative Commons в 2001 году, который выпустил лицензии в качестве инструментов, позволяющих делать ремиксы, так как ремиксы юридически предотвращали исключительный режим авторского права, который по умолчанию применяется в настоящее время в области интеллектуальной собственности. Культура ремиксов к произведениям культуры связана и вдохновлена свободным и открытым исходным кодом для программного обеспечения, которое поощряет повторное использование и ремиксы кода.

## Описание

Книга Ремикс авторства Лоуренса Лессига в 2008 году описала культуру ремиксов. Сама книга открыта для ремикса, благодаря своей доступности под лицензией CC-BY-NC

Лоуренс Лессиг описал культуру ремиксов в сравнении с культурой носителей 20-го века, использовав терминологии компьютерных технологий, как Read / Write культуру (RW) против культуры только для чтения (RO).
В обычных СМИ «только для чтения» культура потребляется более или менее пассивно. Информацию или продукт обеспечивает «профессиональный» источник, который обладает авторитетом в этой конкретной продукции / информации. Существует только односторонний поток творческого контента и идей из-за четкого разделения ролей между содержанием производителем и потребителем контента. Возникает аналог массового производства и тиражирования технологии (до цифровой революции и интернет-радио) — роль потребителя к потреблению средств массовой информации ограничена.
Цифровые технологии не имеют «естественные» ограничения. RO культура должна быть перекодирована для того, чтобы конкурировать с «свободным» распределением, которое стало возможным благодаря Интернету. Это в первую очередь делается в форме управления цифровыми правами (DRM), что накладывает в значительной степени произвольные ограничения на использование. DRM в значительной степени неэффективны в обеспечении соблюдения ограничений аналоговых средств массовой информации.
В отличие от RO культуры, чтение / запись культура имеет взаимные отношения между производителем и потребителем. Принимаемые произведения, такие как песни, является примером RW культуры, которая считается «популярной» культуры до появления воспроизводства технологий. Технологии и законы об авторском праве, которые вскоре последовали, однако, изменили динамику народной культуры.
Цифровые технологии, предоставляющие инструменты для возрождения культуры RW и демократизации производства, иногда называют Web 2.0. На примере блогов можно объяснить три слоя этой демократизации. Блоги пересмотрели наше отношение к индустрии содержания, поскольку они разрешили доступ к непрофессиональному, созданному пользователями контенту. Функция «Комментарии» предоставила пространство для читателей, чтобы вести диалог. «Пометка» из блогов пользователей на основе содержания при условии, что необходимый уровень для пользователей, чтобы фильтровать море контента в зависимости от их интересов. Третий слой, добавляемый ботами, позволяет анализировать связь между различными веб-сайтами, путем подсчета «кликов» (переходов) между ними и, таким образом, организации базы предпочтений. Три слоя, работающих совместно, создали экосистему репутации, которая служила для руководства пользователей через блогосферу. Хотя нет никаких сомнений в том, много любительских интернет-изданий не могут конкурировать с действительностью профессиональными источниками, демократизации цифровой RW культуры и экосистемы репутации обеспечивает пространство для многих талантливых голосов, чтобы быть услышанным, что не было доступно в доцифровой модели RO.

## Авторские права
В соответствии с законами об авторском праве многих стран, желающий сделать ремикс существующей работы несет ответственность, потому что законы защищают интеллектуальную собственность работы. Тем не менее, нынешние законы об авторском праве оказываются неэффективными в предотвращении выборки содержания. С другой стороны, границы справедливого (добросовестного) использования не очень хорошо установлены и определены, что делает «добросовестное использование» юридически рискованным. Лессиг утверждает, что должно быть изменение текущего состояния законов об авторском праве, чтобы узаконить культуру ремиксов, особенно для случаев добросовестного использования. Он утверждает, что «устаревшие законы об авторском праве превратили своих детей в преступников».. Одним из примеров является принятие системы цитирования, использующееся в книжных ссылках. В качестве инструментов для этого Лоуренс Лессиг предложил лицензии Creative Commons, которые требуют, например, атрибуции без ограничения общего использования в творческой работе. На этапе дополнительно является содержание свободного движение, которое предполагает, что творческое содержание должно быть выпущены под свободными лицензиями. Реформаторское движение Copyright пытается решить эту проблему за счет сокращения, например, чрезмерно длительных сроков авторского права, как это обсуждает учёный Руфус Поллок.
Другие учёные, такие как Йохай Бенклер и Эрез Реувени, обнародовали идеи, которые тесно связаны с культурой ремиксов в 2007 году. Некоторые учёные утверждают, что научные и правовые институты должны меняться с культурой к той, которая основана на ремиксе.

## Прием и воздействие
В своей книге 2006 года «Культ дилетанта» критик Web 2.0 Эндрю Кин (Andrew Keen) критикует культуру чтения-записи.
В феврале 2010 года институт Като Джулиан Санчес похвалил ремикс мероприятия за ее социальную ценность, «для выполнения социальных реалий» и отметил, что авторское право должно быть оценено относительно «уровня контроля, который разрешается проявлять над нашими социальными реалиями»..
По словам Кирби Фергюсон в 2011 году и по его популярной серии выступлений на TED, всё — ремиксы ранее существующего материала. Он утверждает, если все права на интеллектуальную собственность находится под влиянием других частей работы, законы об авторском праве были бы не нужны.
В июне 2015 г. в статье Всемирной организации интеллектуальной собственности (ВОИС) под названием «Культура ремикса и самодеятельное творчество: Дилемма авторского права» признается «возраст ремиксов» и необходимость проведения реформы авторского права.